# Ixora macrothyrsa
Ixora macrothyrsa là một loài thực vật có hoa trong họ Thiến thảo. Loài này được (Teijsm. & Binn.) T.Moore mô tả khoa học đầu tiên năm 1878.